# Haplochromis barbarae
Haplochromis barbarae is een straalvinnige vissensoort uit de familie van de cichliden (Cichlidae). De wetenschappelijke naam werd gepubliceerd in 1967 door Greenwood.